# Savacou
Savacou: A Journal of the Caribbean Artists Movement war eine jamaikanische Literaturzeitschrift, die als Zeitschrift für neue Literatur und Ideen 1970 als kleines co-operatives Unternehmen unter Federführung von Edward Kamau Brathwaite am Mona Campus der University of the West Indies, Jamaika, gegründet worden war.

## Geschichte
Alison Donnell charakterisierte die Zeitschrift als „groundbreaking“ (bahnbrechend). Das Magazin entstand aus dem The Caribbean Artists Movement (CAM) der 1960er, welches sich hauptsächlich mit der künstlerischen Produktion in der Karibik und der Konsolidierung einer breiten künstlerischen Allianz zwischen allen Völkern der „Dritten Welt“ befasste. Der Name der Zeitschrift geht auf den Vogelgott aus der karibischen Mythologie zurück, der Donner und starke Winde kontrollierte. Die erste Ausgabe von Savacou erschien im Juni 1970, herausgegeben von Brathwaite, Kenneth Ramchand und Andrew Salkey. Zu seinem beratenden Ausschuss gehörten John La Rose, Lloyd King, Gordon Rohlehr, Orlando Patterson, Sylvia Wynter, Paule Marshall und Wilfred Cartey und die Beiträge stammten unter anderem von C. L. R. James, Michael Anthony, Derek Walcott, George Lamming, Martin Carter und John Figueroa.
Das Journal war Gegenstand regionaler Kontroversen mit der Doppelausgabe 3/4 „New Writing 1970: An anthology of poetry and verse“ („Neues Schreiben 1970: Eine Anthologie aus Poesie und Versen“). Mit mündlicher Poesie, Performance-Poesie und kreolischen Versen stellte die Ausgabe traditionelle Trennungen zwischen Wörtern und Musik, Literatur und Straßenkultur, Textualität und Mündlichkeit in Frage, stellte Standardliteraturformate in Konflikt und provozierte Debatten und Diskussionen in karibischen Literaturkreisen.
Zwischen 1970 und 1979 erschienen fünfzehn Ausgaben von Savacou. Die letzte Ausgabe erschien 1980.
Der Name Savacou erscheint auch als Verlagsname (publishing imprint).